# Albert Finney

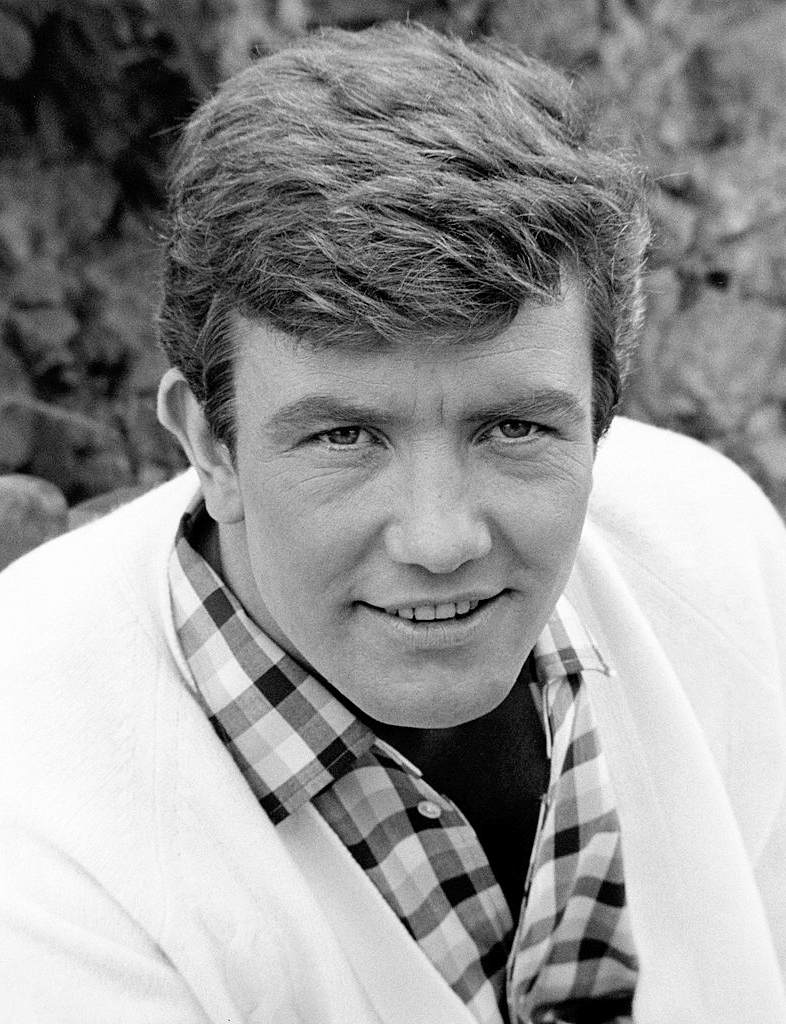
Albert Finney in Zwei auf gleichem Weg (1966)

Albert Finney (* 9. Mai 1936 in Salford, Lancashire, England; † 7. Februar 2019 in London) war ein britischer Schauspieler und Produzent. Finney zählte seit den 1960er Jahren zu den profiliertesten britischen Charakterdarstellern.

## Leben
Albert Finney besuchte die Salford Grammar School und studierte anschließend in London an der Royal Academy of Dramatic Art. Seinen ersten Auftritt hatte Finney am Birmingham Repertory Theatre. 1958 zog es ihn zurück nach London. 1959 spielte er bei der Royal Shakespeare Company in Stratford-upon-Avon klassische Rollen in den Shakespeare-Stücken Sommernachtstraum, Othello und König Lear. Aber erst durch die Komödie Lillywhite Boys wurde er zu einem bekannten Schauspieler. In der Filmadaptation von Der Komödiant nach dem Bühnenstück Der Entertainer von John Osborne war Finney erstmals auf der Filmleinwand zu sehen.
Einen weiteren Erfolg konnte Finney 1960 mit Billy Liar unter der Regie von Lindsay Anderson am Cambridge Theatre im Londoner West End verzeichnen. Er arbeitete von nun an als Schauspieler und Theaterregisseur. 1961 bot man ihm die Hauptrolle in dem Filmepos Lawrence von Arabien von David Lean an, die er ablehnte. Peter O’Toole, der die Rolle danach annahm, wurde durch sie zum Filmstar. Einem weltweiten Publikum wurde Finney durch seine Darstellung der Titelrolle in Tony Richardsons Film Tom Jones – Zwischen Bett und Galgen bekannt, für die er Nominierungen für einen Oscar, für den British Film Academy Award sowie für einen Golden Globe Award als Bester Nachwuchsdarsteller erhielt.
Mit dem Weltstar Audrey Hepburn spielte er 1966 in Zwei auf gleichem Weg. Der Film Charlie Bubbles – ein erfolgreicher Blindgänger blieb Finneys einzige Arbeit als Filmregisseur und war der erste Film seiner Produktionsfirma Memorial Enterprises Productions, die er 1965 gemeinsam mit Michael Medwin gegründet hatte. Der Film war außerdem Wettbewerbsbeitrag bei den Internationalen Filmfestspielen von Cannes 1968.
Für seine Darstellung des belgischen Privatdetektivs Hercule Poirot in der Agatha-Christie-Verfilmung Mord im Orient-Expreß unter der Regie von Sidney Lumet wurde Finney mit einer Oscar-Nominierung als bester Hauptdarsteller belohnt. Im Jahr 2000 spielte er an der Seite von Julia Roberts in Erin Brockovich das erste Mal unter der Regie von Steven Soderbergh. In den Folgejahren war er immer wieder in Filmen dieses Regisseurs in kleineren Rollen zu sehen. Im Jahr 2003 erhielt er für seine Darstellung von Winston Churchill in dem Fernsehspielfilm The Gathering Storm einen Golden Globe. Eine Ernennung zum britischen Ritter lehnte er ab. Seine letzte Filmrolle spielte er 2012 als Wildhüter Kincade in dem James-Bond-Film Skyfall.
Finney war von 1957 bis 1961 mit der britischen Schauspielerin und Sängerin Jane Wenham (1927–2018) verheiratet, mit der er einen Sohn hatte, sowie von 1970 bis 1978 mit der französischen Schauspielerin Anouk Aimée, die ihn 1975 für Ryan O’Neal verließ. Von 2006 bis zu seinem Tod war er mit Pene Delmage verheiratet. Er starb im Februar 2019 im Alter von 82 Jahren nach kurzer Krankheit.

## Filmografie (Auswahl)
- 1959: A Midsummer Night’s Dream
- 1960: Der Komödiant (The Entertainer)
- 1960: Samstagnacht bis Sonntagmorgen (Saturday Night and Sunday Morning)
- 1962: Tom Jones – Zwischen Bett und Galgen (Tom Jones)
- 1963: Griff aus dem Dunkel (Night Must Fall) – Regie: Karel Reisz, Produzent: Albert Finney
- 1963: Die Sieger (The Victors)
- 1966: Ein erfolgreicher Blindgänger (Charlie Bubbles) – auch Regie
- 1966: Zwei auf gleichem Weg (Two for the Road)
- 1968: If … (if…) (Produzent)
- 1970: Scrooge
- 1971: Auf leisen Sohlen (Gumshoe) – Regie: Stephen Frears
- 1974: Mord im Orient-Expreß (Murder on the Orient Express)
- 1975: Sherlock Holmes’ cleverer Bruder (The Adventures of Sherlock Holmes Smarter Brother)
- 1975: Forget-Me-Not-Lane
- 1976: Die Duellisten (The Duellists)
- 1980: Kellerkinder – Orphans (Orphans) – Regie: Alan J. Pakula
- 1981: Ein perfekter Bruch (Loophole) – Regie: John Questedt
- 1981: Du oder beide (Shoot the Moon) – Regie: Alan Parker
- 1981: Kein Mord von der Stange (Looker)
- 1981: Wolfen (Wolfen)
- 1982: Annie (Annie)
- 1983: Ein ungleiches Paar (The Dresser)
- 1984: Johannes Paul II. – Sein Weg nach Rom (Pope John Paul II.)
- 1984: Unter dem Vulkan (Under the Volcano)
- 1984: Untersuchungen im Fall Steve Biko (The Biko Inquest) – Regie: Albert Finney
- 1987: A Simple Man
- 1989: Rufmord (Image) – Regie: Peter Werner
- 1990: Miller’s Crossing
- 1990: Zum grünen Mann – Eine Geistergeschichte (The Green Man, Miniserie, alle Folgen) – Regie: Elijah Moshinsky
- 1991: Gezinktes Spiel (The Endless Game) – Regie: Bryan Forbes
- 1991: Auf der Suche nach dem Glück (Rich in Love) – Regie: Bruce Beresford
- 1992: Die Playboys (The Playboys)
- 1992: Karaoke – Regie: Renny Rye
- 1993: Rich in Love – Regie: Bruce Beresford
- 1994: Ein Mann ohne Bedeutung (A Man of No Importance) – Regie: Suri Krishnamma
- 1994: Schrei in die Vergangenheit (The Browning Version)
- 1995: Das Land meiner Liebe (The Run of the Country) – Regie: Peter Yates
- 1996: Cold Lazarus – Regie: Renny Rye
- 1996: Nostromo – Der Schatz in den Bergen (Nostromo) – Regie: Alastair Reid
- 1997: Washington Square
- 1998: Eine sehr englische Ehe (A Rather English Marriage) – Regie: Paul Seed
- 1999: Breakfast of Champions – Frühstück für Helden (Breakfast of Champions)
- 1999: Simpatico
- 2000: Erin Brockovich
- 2000: Traffic – Macht des Kartells (Traffic)
- 2001: Milo – Die Erde muss warten (Delivering Milo)
- 2002: Churchill – The Gathering Storm (The Gathering Storm)
- 2003: My Uncle Silas 2
- 2003: Big Fish
- 2004: Ocean’s 12 (Ocean’s Twelve)
- 2005: Corpse Bride – Hochzeit mit einer Leiche (Corpse Bride) (Stimme)
- 2005: Aspects of Love
- 2006: Ein gutes Jahr (A Good Year)
- 2006: Amazing Grace
- 2007: Das Bourne Ultimatum (The Bourne Ultimatum)
- 2007: Tödliche Entscheidung – Before the Devil Knows You’re Dead (Before the Devil Knows You Are Dead)
- 2008: Munich the Documentary (Erzähler)
- 2012: Das Bourne Vermächtnis (The Bourne Legacy)
- 2012: James Bond 007 – Skyfall (Skyfall)

## Auszeichnungen
Oscar
- 1964: nominiert als „Bester Hauptdarsteller“ in Tom Jones – Zwischen Bett und Galgen
- 1975: nominiert als „Bester Hauptdarsteller“ in Mord im Orient-Expreß
- 1984: nominiert als „Bester Hauptdarsteller“ in Ein ungleiches Paar
- 1985: nominiert als „Bester Hauptdarsteller“ in Unter dem Vulkan
- 2001: nominiert als „Bester Nebendarsteller“ in Erin Brockovich

Boston Society of Film Critics Award
- 1994: ausgezeichnet als „Bester Hauptdarsteller“ in Schrei in die Vergangenheit

British Academy Film Award
- 1961: nominiert als „Bester britischer Darsteller“ in Samstagnacht bis Sonntagmorgen
- 1961: ausgezeichnet als „Meistversprechendes Nachwuchstalent in einer Filmhauptrolle“ in Samstagnacht bis Sonntagmorgen
- 1964: nominiert als „Bester britischer Darsteller“ in Tom Jones – Zwischen Bett und Galgen
- 1972: nominiert als „Bester Hauptdarsteller“ in Gumshoe
- 1975: nominiert als „Bester Hauptdarsteller“ in Mord im Orient-Expreß
- 1983: nominiert als „Bester Hauptdarsteller“ in Du oder beide
- 1985: nominiert als „Bester Hauptdarsteller“ in Ein ungleiches Paar
- 1991: nominiert als „Bester Fernsehdarsteller“ in Zum Grünen Mann – Eine Geistergeschichte
- 1997: nominiert als „Bester Fernsehdarsteller“ in Karaoke und Cold Lazarus
- 1999: nominiert als „Bester Fernsehdarsteller“ in Eine sehr englische Ehe
- 2001: nominiert als „Bester Nebendarsteller“ in Erin Brockovich
- 2001: Academy Fellowship
- 2003: ausgezeichnet als „Bester Fernsehdarsteller“ in Churchill – The Gathering Storm
- 2004: nominiert als „Bester Nebendarsteller“ in Big Fish – Der Zauber, der ein Leben zur Legende macht

Broadcasting Press Guild Award
- 2003: ausgezeichnet als „Bester Hauptdarsteller“ in Churchill – The Gathering Storm

Emmy
- 1990: nominiert als „Herausragender Hauptdarsteller in einer Miniserie oder einem Special“ in Rufmord
- 2002: ausgezeichnet als „Herausragender Hauptdarsteller in einer Miniserie oder einem Film“ in Churchill – The Gathering Storm

Evening Standard British Film Award
- 1976: ausgezeichnet als „Bester Hauptdarsteller“ in Mord im Orient-Expreß

Filmfestspiele von Venedig
- 1963: ausgezeichnet mit dem Coppa Volpi als „Bester Darsteller“ in Tom Jones – Zwischen Bett und Galgen

Golden Globe Award
- 1964: nominiert als „Bester Hauptdarsteller – Komödie oder Musical“ in Tom Jones – Zwischen Bett und Galgen
- 1964: ausgezeichnet als „Bester Nachwuchsdarsteller“ in Tom Jones – Zwischen Bett und Galgen
- 1971: ausgezeichnet als „Bester Hauptdarsteller – Komödie oder Musical“ in Scrooge
- 1983: nominiert als „Bester Hauptdarsteller – Drama“ in Du oder beide
- 1984: nominiert als „Bester Hauptdarsteller – Drama“ in Ein ungleiches Paar
- 1985: nominiert als „Bester Hauptdarsteller – Drama“ in Unter dem Vulkan
- 2001: nominiert als „Bester Nebendarsteller“ in Erin Brockovich
- 2003: ausgezeichnet als „Bester Hauptdarsteller – Miniserie oder Fernsehfilm“ in Churchill – The Gathering Storm
- 2004: nominiert als „Bester Nebendarsteller“ in Big Fish – Der Zauber, der ein Leben zur Legende macht

Gotham Award
- 2007: ausgezeichnet als Teil des „Besten Schauspielensembles“ in Tödliche Entscheidung – Before the Devil Knows You’re Dead

Internationale Filmfestspiele Berlin
- 1984: ausgezeichnet mit dem Silbernen Bären als „Bester Darsteller“ in Ein ungleiches Paar

Joseph Plateau Award
- 1985: ausgezeichnet als Bester Darsteller

London Critics’ Circle Film Award
- 1985: ausgezeichnet als „Darsteller des Jahres“ in Unter dem Vulkan
- 1999: Dilys Powell Award
- 2001: ausgezeichnet als „Britischer Nebendarsteller des Jahres“ in Erin Brockovich
- 2008: nominiert als „Britischer Nebendarsteller des Jahres“ in Tödliche Entscheidung – Before the Devil Knows You’re Dead

Los Angeles Film Critics Association Award
- 1984: ausgezeichnet als „Bester Hauptdarsteller“ in Unter dem Vulkan

Mar del Plata Film Festival
- 1961: ausgezeichnet als „Bester Darsteller“ in Samstagnacht bis Sonntagmorgen

National Board of Review
- 1961: ausgezeichnet als „Bester Hauptdarsteller“ in Samstagnacht bis Sonntagmorgen

New York Film Critics Circle Award
- 1963: ausgezeichnet als „Bester Hauptdarsteller“ in Tom Jones – Zwischen Bett und Galgen

Screen Actors Guild Award
- 2001: ausgezeichnet als „Herausragender Nebendarsteller“ in Erin Brockovich
- 2001: ausgezeichnet als Teil des „Herausragenden Schauspielensembles“ in Traffic – Macht des Kartells
- 2003: nominiert als „Herausragender Hauptdarsteller in einem Fernsehfilm oder einer Miniserie“ in Churchill – The Gathering Storm